# بتی تیلور (ورزشکار)
بتی تیلور (انگلیسی: Betty Taylor; ۲۲ فوریهٔ ۱۹۱۶ – ۲ فوریهٔ ۱۹۷۷) ورزشکار دو و میدانی اهل کانادا بود.